# Baszidzs
A Baszidzs (perzsául بسيج, am. „mozgósítás”) Iráni Iszlám Köztársaság félkatonai szervezete, melyet Khomeini ajatollah parancsára alapítottak 1979 novemberében. Elméletileg a Baszidzs a Forradalmi Gárda alá van rendelve, és a mindenkori iráni ajatollah parancsait követik.  Ennek ellenére a csoport többször is úgy lett leírva, mint „több szervezet laza szövetsége”, melyek közül „több a helyi papság irányítása alatt áll”.
Khomeini ajatollah szerint a Baszidzs „az iráni nemzet legnagyobb reménye”, továbbá „egy makulátlan fának” emlegette.
A szervezet fiatal irániakból áll, akik önkéntesen jelentkeznek, cserébe bizonyos kiváltságokért. Leginkább az ajatollah felé levő rendíthetetlen lojalitásukról ismertek. A Baszidzs kisegítő erőként szolgál, olyan tevékenységekben vesz részt, mint a vallásos ünnepségek biztosítása, valamint a nyilvános erkölcsiség felügyelése és az ellenzéki gyülekezések elnyomása. Valamennyi iráni városban található egy helyi sejt. Több olyan ügyben vettek részt, melyben emberi jogokat sértettek meg.
Tagjai tömegével estek áldozatul az iraki–iráni háború pusztításainak, tudható mindez annak, hogy a fanatizált Baszidzs harcosokat értelmetlen és meggondolatlan öngyilkos rohamokra küldték vezetőik.